# Слит, Монета
Монета Слит-младший (англ. Moneta Sleet Jr.; 14 февраля 1926 — 2 октября 1996) — американский фотограф, лауреат Пулитцеровской премии за художественную фотографию за 1969 год, полученной за фотографию Коретты Скотт Кинг на похоронах её мужа, гражданского активиста Мартина Лютера Кинга.

## Карьера
Слит родился в Кентукки в 1926 году, где с отличием окончил Университет штата Кентукки. Изначально юноша выбрал экономическое направление, но решил перейти на курс фотографии, когда устроился помощником в коммерческую студию под руководством декана колледжа. Во время Второй мировой войны был призван и служил в специальном подразделении армии США для темнокожих. По возвращении Слит переехал на северо-восток страны, и к 1950 году получил степень магистра журналистики в Нью-Йоркском университете.
За время своей карьеры он работал только для ориентированных на темнокожих американцах издательствах, освещая сегрегацию: New York Amsterdam News (газета) (1950—1955), а также Our World и Jet. Своё первое назначение в качестве фотографа Слит получил в 1951 году, когда освещал работу отделения неотложной помощи Гарлемской больницы.
С 1950-х годов он освещал движение за гражданские права для одного из крупнейших изданий для афроамериканцев — Ebony. В свой первый год работы фотограф сопровождал бойкот автобуса в Монтгомери 1955 года. Позднее он участвовал в марше 1963-го на Вашингтон и марше от Сельмы до Монтгомери, освещал жизнь людей в шахтёрских городах в Западной Вирджинии и в Майами после беспорядков. Слит также сопровождал Мартина Лютера Кинга в его поездке в Осло для получения Нобелевской премии мира в 1964 году.

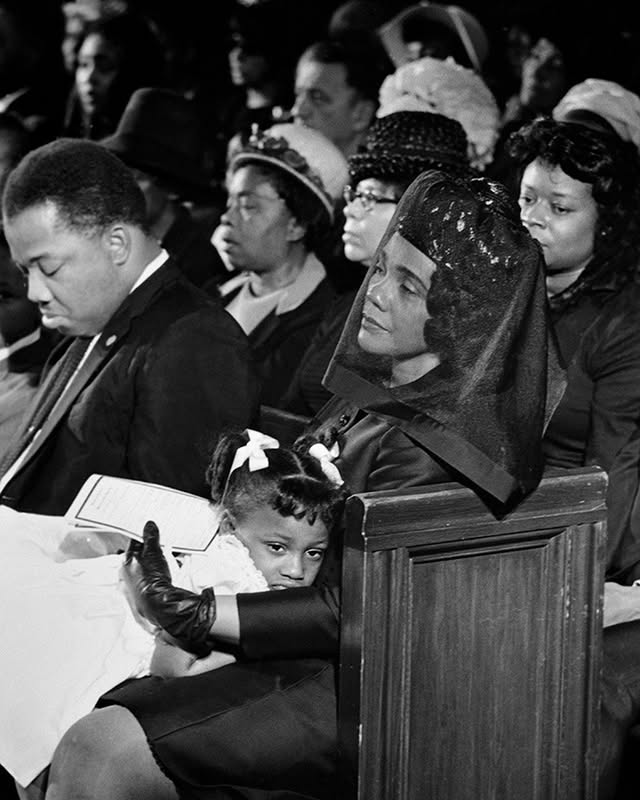
Вдова Мартина Лютера Кинга на похоронах, 1968 год

Всего Слит сотрудничал с журналом Ebony и его материнским издательством Johnson Publishing более 41 года. За это время он фотографировал приговорённых к смертной казни заключённых, конкурсы красоты, темнокожих знаменитостей, а также обозревал ситуацию в постколониальных странах Африки. В разные годы он снимал юного Мухаммеда Али, императора Эфиопии Хайле Селассие, певицу Билли Холидей. Получившие признание общественности работы неоднократно выставлялись: в 1970-м персональную биеннале в Городском художественном музее в Сент-Луис спонсировало женское общество Альфа Каппа Альфа, в 1986-м подобная выставка прошла в Нью-Йоркской публичной библиотеке. Также его работы выставлялись в Метрополитен-музее, публичной библиотеке Детройта, мемориальной библиотеке Мартина Лютера Кинга и музее-студии в Гарлеме.

## Признание и личная жизнь
В 1957 году заслуги Слита перед афроамериканским сообществом страны отметил Клуб зарубежных корреспондентов. Кроме того, Слит был назван почётным выпускником Университета штата Кентукки.
9 апреля 1968 года Монета Слит освещал похороны Мартина Лютера Кинга-младшего в баптистской церкви Эбенезер в Атланте, когда запечатлел скорбящую Коретту Скотт Кинг. Снимок вдовы, прижимающей младшего ребёнка к коленям, был широко растиражирован СМИ. В 1969 году он принёс автору Пулитцеровскую премию за художественную фотографию, несмотря на действовавший формальный запрет участия в конкурсе работников журналов. Монета Слит стал первым афроамериканцем, получившим Пулитцеровскую премию в области журналистики.
В 1950 году Слит женился на Хуаните Харрис, в браке с которой родились двое сыновей и дочь. Фотограф скончался от рака в 1996 году в Колумбийско-пресвитерианском медицинском центре и был похоронен на Лонг-Айленде.